# Риголато
Риголато, Риґолато (італ. Rigolato) — муніципалітет в Італії, у регіоні Фріулі-Венеція-Джулія,  провінція Удіне.
Риголато розташоване на відстані близько 520 км на північ від Рима, 130 км на північний захід від Трієста, 65 км на північний захід від Удіне.
Населення — 458 осіб (2014).
Щорічний фестиваль відбувається 25 липня. Покровитель — San Giacomo e Filippo.

## Демографія
Населення за роками:

Станом на 1 січня 2023 року в муніципалітеті офіційно проживало 9 іноземців з 6 країн, серед них 6 громадян країн Євросоюзу.

## Сусідні муніципалітети
- Комельянс
- Форні-Авольтрі
- Палуцца
- Прато-Карніко